# Едуба
Едуба чи е-дуба (шумерською é-dub-(b)a) — школа в пізньодинастичному Шумері та в ранньовавилонський період. Едуба не була закладом виключно початкової освіти, в разі доброї організації це був серйозний навчальний заклад, фактично університет. Слід відзначити, що саме в едубі створювалася та розвивалася наука оскільки в ті часи в Межиріччі наукові знання спеціально та послідовно систематизувалися виключно з метою подальшого викладання. Інша справа, що окремі люди в цій систематизації та упорядкуванні явно йшли далі вимог шкільної освіти.  
Ставлення до едуби відображає шумерська загадка недосконалий входить, досконалий виходить? Відповідь едуба. В іншому варіанті говориться про злиденний входить, заможний виходить, тож освіта сприймалася не лише як спосіб розвитку людини, а перш за все як спосіб досягти матеріального добробуту, життєвого успіху.  
Судячи з усього школи були світськими і їх основною метою було підготувати адміністративні кадри. Школи певно оплачувалися батьками учнів бо в численних господарчих архівах царських і храмових господарств досі не було знайдено жодного документу про оплату ними вчителів едуби. Характерною особливістю шкіл була їх типовість, одноманітність — школи не лише о одному місті, а в усьому Шумері робилися за одним зразком, використовували одні й ті самі посібники, збірники, тексти, зразки шкільних творів тощо. Вірогідним є припущення про існування єдиного центру на який орієнтувалися школи по всій країні. Найімовірніше таким центром був старовинний культовий центр Шумеру Ніппур та храм Енліля в ньому. 
Едуба була відносно відкритою школою — в ній могли вчитися діти не тільки жерців або ж чиновників, але й інших громадян стародавніх міст, хоч звісно переважали учні з родин перших двох категорій. Зрідка в едубі вчилися і дівчатка. 

В школу учні приходили лише для навчання — едуба не була інтернатом. Класної системи звісно не було і разом вчилися діти різного віку та ступеня підготовки. Усі учні називалися «колегами» (гімеа шумерською чи кінатум аккадською) або ж братами (шес шумерською чи ахху аккадською). при цьому старші «брати» (шес-гал шумерською) були за одно помічниками вчителя (умміа шумерською чи умміанум аккадською). Відомий текст з Уру часів династії Іссіна в якому описується життя школяра. 
|  | Вільних днів на місяць — три дні Різних свят на місяць — три дні, Отже в місяць виходить двадцять чотири дні (навчання) |

За цією табличкою учні вчилися щоденно за виключенням вихідних та свят, яких зазвичай набігало близько 6 днів і відповідно вчитися доводилося 24 дні. В тому ж тексті згадується якийсь закріплений печаткою документ про те, що учень знає справу писаря — очевидно свідоцтво про здачу іспитів чи диплом. Але перед тим як отримати це загадкове посвідчення учень мав старанно вчитися свої 24 дні на місяць. Основою шумерського навчання було зазубрювання. Головним навчальним матеріалом в едубі були численні переліки явно призначенні саме для заучування. Це переліки клинописних знаків самих по собі та розбитих по групам. Оскільки країна сторіччями була двомовною, а пізніше коли мовою спілкування залишилися аккадська шумерська протягом тисячоліть продовжувала використовуватися в освіті то ці списки робилися двомовними — шумеро-аккадськими. Тематичні переліки фактично були сумішшю словників з зародками енциклопедій — адже в них збиралися поняття та терміни які стосувалися певної галузі — наприклад землеробства, скотарства, мінералів тощо. Після того як учні вивчали достатню кількість знаків аби більш-менш оволодіти клинописом їм давали переписувати тексти — спершу прості, на зразок прислів'їв, а потім і цілі літературні твори, зразки документів, угод, листів. Релігійні тексти потрапили в навчальний курс досить пізно оскільки довгий час жерці вивчали їх усно, а письмова традиція була перш за все адміністративно-канцелярською. 
Розквіт едуби припадає на період династій Ларси та Іссіна тобто на вже післяшемерський час коли розмовною мовою майже усюди була аккадська. Випускник школи мав досить високу кваліфікацію, що видно з неповного переліку вимог до тих хто закінчує навчання: усно й письмово перекладати з шумерської на аккадську і навпаки, знати напам'ять шумерські граматичні та писецькі терміни, шумерську словозміну, шумерські відповідники будь-яких аккадських слів, різні види каліграфії та скоропису, спеціальну лексику жерців та представників інших професій, категорії культових пісень, вміти керувати хором та грати на музичних інструментах, вміти складати та оформлювати будь-які юридичні документи, знати математику в межах будь-якого тогочасного практичного використання від землемірних робіт до нормування харчів та робіт на будівництві. Окрім того під час навчання учні читали багато дидактичних та релігійно-летературних текстів, а також знати їх канонічний список.    
Однак деякі аспекти освіти в едубі мали й негативні сторони. Серед списків які завчалися на пам'ять були й збірки з медичними та хімічними рецептами та медичних діагнозів. Їх поширення призвело до певного занепаду практичних навичок лікарів які спиралися не на досвід та спостереження, а на завчені канонічні рецепти та варіанти діагностики. 
Після завоювання стародавніх шумерських міст Ніппура, Ларси, Ура, Урука Хаммурапі, а потім зруйнування їх його сином Самсуілуною центр навчання перемістився в передмістя Вавилону Борсіппу, а на заміну загальній едубі прийшло індивідуальне навчання в освічених людей.